# Repetekiodes
Repetekiodes is een geslacht van vlinders van de familie snuitmotten (Pyralidae), uit de onderfamilie Phycitinae.

## Soorten
- R. biformis (Rothschild, 1915)
- R. gozmanyi Amsel, 1955
- R. umbriferella Mabille, 1906